# نهائي الدرع الخيرية 1962
نهائي الدرع الخيرية 1962 هي النسخة 40 من الدرع الخيرية.
لعبت المباراة بتاريخ 11 أغسطس 1962 على بورتمان رود، بين توتنهام هوتسبر وبين إيبسويتش تاون.
فاز توتنهام هوتسبر باللقب بنتيجة 5–1.

## خلفية
تأهل إيبسويتش تاون بصفته بطل دوري كرة القدم الإنجليزي 1961–62، بعدما تصدر الدوري بفارق 3 نقاط عن أقرب منافسيه نادي بيرنلي.
بينما تأهل توتنهام هوتسبر بصفته بطل كأس الاتحاد الإنجليزي 1961–62، بعدما فاز في المباراة النهائية على نادي بيرنلي بنتيجة 3–1.

## المباراة
| توتنهام هوتسبر                                    | 5–1   | إيبسويتش تاون    |
| ------------------------------------------------- | ----- | ---------------- |
| غريفز 37' (58) · سميث 42' · وايت 81' · ميدوين 87' | [ 1 ] | روي ستيفنسون 84' |